# Francisco Rodrigues da Silva
 Francisco Rodrigues da Silva  (Salvador, 1830 — Salvador, 1886) foi um médico, professor e político brasileiro,  patrono da cadeira número 27 da Academia de Letras da Bahia.

## Biografia
Nasceu em Salvador, em 1830.    
Colou o grau de doutor em Medicina, em 1853, pela Faculdade de Medicina da Bahia.    
Foi professor de Química Mineral, por concurso, em 1858. Professor catedrático de Medicina Legal, de 1875 a 1882.  
Como vice-diretor da Faculdade de Medicina, substituiu o Diretor durante o período de 1881 a 1886.  
Na vida pública, foi deputado provincial da Bahia e recebeu várias honrarias em vida a exemplo de membro do Conselho do Imperador, Comendador da Ordem de Cristo e da Ordem da Rosa. Com a fundação da Academia de Letras da Bahia em 7 de março de 1917, foi escolhido patrono da Cadeira 27 daquela instituição.     
Faleceu em Salvador em 1886.  